# Euthalia tinna
Euthalia tinna är en fjärilsart som beskrevs av Hans Fruhstorfer 1906. Euthalia tinna ingår i släktet Euthalia och familjen praktfjärilar. Inga underarter finns listade i Catalogue of Life.